# ヴィドゥユト・ジャームワール
ヴィドゥユト・ジャームワール（Vidyut Jammwal、1980年12月10日 - ）は、インドの俳優、武道家、スタントマン。

## 生い立ち
ジャンムー・カシミール州ジャンムー出身。兄弟が2人おり、インド陸軍将校だった父の転勤に伴いインド各地を転々とし、3歳の時から母の勧めでケーララ州パラカッドのアーシュラマでカラリパヤットを学び始めた。ジャームワールはカラリパヤットを中心に各地の武道家と交流して様々な武術を学んだ。彼は武術の学位を取得した後に25か国を旅し、2000年に『Gladrags Manhunt and Megamodel Contest』に出演して以来ムンバイに居住している。1996年からデリーでモデルとして働いていたが芽が出ず、俳優に転身した。

## キャリア

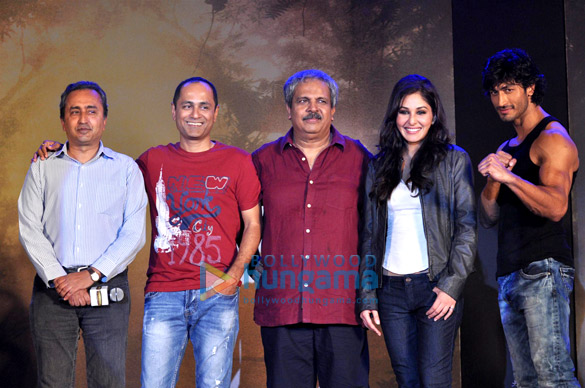
『Commando: A One Man Army』のイベントに出席するヴィドゥユト・ジャームワール（右端）

2011年にニシカント・カマトのヒンディー語映画『Force』で俳優デビューした。同作では悪役を演じ、フィルムフェア賞 新人男優賞を含む複数の映画賞を受賞した。同年にはテルグ語映画『Shakti』『Oosaravelli』でN・T・ラーマ・ラオ・ジュニアと共演した。2012年にタミル語映画『Billa II』でアジット・クマールと共演し、続けて出演したA・R・ムルガダースの『Thuppakki』はブロックバスターを記録した。『Thuppakki』では南インド国際映画賞のタミル語映画部門悪役賞を受賞している。
2013年に出演した『Commando: A One Man Army』ではスタントマンなしで自身がアクションシークエンスを演じた。同作は7月にファンタジア国際映画祭で初上映され、9月にはテキサス州のファンタスティック・フェストでも上映された。ジャームワールは同作の演技で海外メディアやアクション監督から注目を集め、「ブルース・リーとトニー・ジャーに対する、インドからのアンサー」と絶賛された。2014年に『Anjaan』でスーリヤと共演し、2017年には『Commando 2: The Black Money Trail』『Baadshaho』に出演した。2019年にチャック・ラッセルの『ガネーシャ マスター・オブ・ジャングル』、アディティヤ・ダットの『Commando 3』に出演し、『Commando 3』は歴代シリーズで最大のヒットを記録した。

## 人物
ジャームワールは女子大学生や社会人向けに自衛のための武術を指導しており、2014年にムンバイの大学祭で武術イベントを実施した。彼のトレーニングスタイルはマーシャルアーツ・トレーニングにカーディオトレーニングやウェイトトレーニング、インターバルトレーニングの要素を組み合わせた独自のものである。これに加えて、グラヴィティ・ヨガやサスペンションTRXの要素も取り入れている。また、ロッククライミングも嗜んでいる。2013年に中国の嵩山少林寺を訪れ、インド武術を中国に伝えた達磨の功績を称えた。また、同地に1週間滞在してマーシャルアーツ・トレーニングに参加している。
彼はヴィーガンであり、2013年にカンガナー・ラーナーウトと共にベスト・ベジタリアン・セレブリティに選ばれている。2018年にはPETAが実施したキャンペーンに参加している。

## フィルモグラフィー

### 映画
- Force（2011年）
- Shakti（2011年）
- Oosaravelli（2011年）

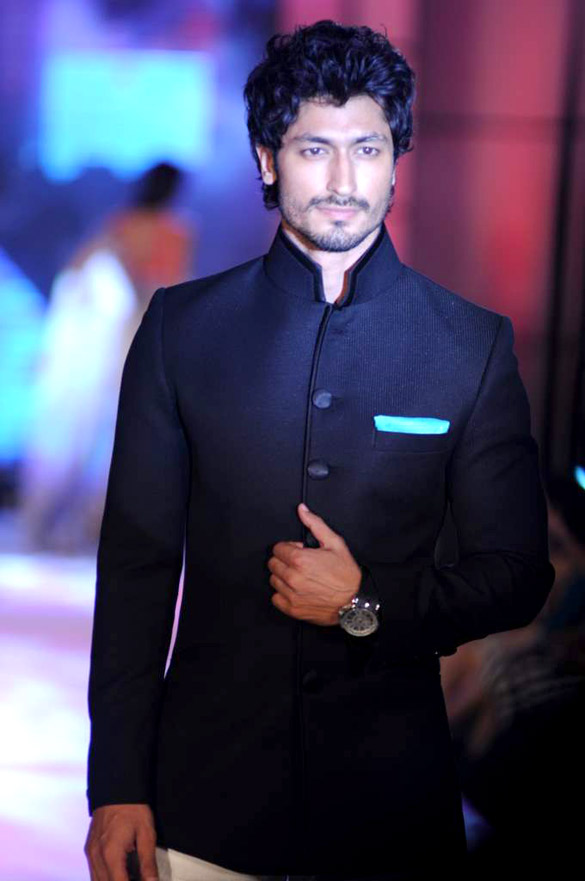
ファッションショーに出席するヴィドゥユト・ジャームワール

- Stanley Ka Dabba（2011年）
- Billa II（2012年）
- Thuppakki（2012年）
- Bullett Raja（2013年）
- Commando: A One Man Army（2013年）
- Anjaan（2014年）
- Baadshaho（2017年）
- Commando 2: The Black Money Trail（2017年）
- ガネーシャ マスター・オブ・ジャングル（2019年）
- Commando 3（2019年）
- Khuda Haafiz（2020年）

### テレビシリーズ
- CID（2013年）[34]
- Ultimate Beastmaster（2017年）[35]